# Franz Anton Basch
Pour les articles homonymes, voir Basch.
 Franz Anton Basch (13 juillet 1901 - 27 avril 1946) est un homme politique nazi, président de Volksbund der Deutschen et le chef de la communauté Shwoveh (Souabes du Danube) en Hongrie.

## Jeunesse
Franz Basch est né à Zurich le 13 juillet 1901. Il était étudiant de l'activiste nationaliste plus modéré Jakob Bleyer (de) et a obtenu son doctorat à l'Université de Budapest entre 1920 et 1924. Il a été diplômé de l'Université de Munich le 5 décembre 1925. En 1925, il est devenu secrétaire de la Société culturelle allemande où il publia de nombreux travaux dans cette période.

## Carrière
À partir de 1930, il commence à exprimer une propagande nationaliste extrême et adhère aux idées du nazisme. En 1934, il démissionne de son poste et quatre ans plus tard, il crée l'Union raciale des Allemands en Hongrie (le Volksbund ou VDU), devenant son président et divulguant de la propagande nazie en meeting, soutenu financièrement par le Troisième Reich. En 1939, Basch est le Volksgruppenfueherer (Racial Group Leader) des Allemands ethniques en Hongrie. En 1940, Hitler l'a nommé chef des Allemands en Hongrie (les Souabes du Danube et les Saxons de Transylvanie). Lors des deux premières périodes d'enrôlement des Allemands ethniques en Hongrie en 1942 et 1943, Franz Basch, en tant que chef de la VDU, participe activement à l’enrôlement de plus de 40 000 citoyens hongrois dans les rangs de la Waffen-SS pour l'Allemagne nazie.
À la fin de l'année 1944, il s'échappe en Allemagne, mais est remis aux autorités hongroises en 1945. Accusé de crimes de guerre, il est exécuté à Budapest le 26 avril 1946. Une analyse détaillée de son dernier procès est disponible chez Seewann et Spannenberger (1999).